# Helius (Helius) nipponensis
Helius (Helius) nipponensis is een tweevleugelige uit de familie steltmuggen (Limoniidae). De soort komt voor in het Palearctisch gebied.